# Očkov
Očkov (hongrois : Ocskó) est un village de Slovaquie situé dans la région de Trenčín.

## Histoire
La première mention écrite du village date de 1321.

## Démographie

### Évolution de la population
| Année:               | 1994. | 2004.   | 2014.   | 2024.   |
| -------------------- | ----- | ------- | ------- | ------- |
| Nombre de personnes: | 428   | 448     | 488     | 493     |
| Différence:          |       | +4,67 % | +8,92 % | +1,02 % |

| Année:               | 2023. | 2024.   |
| -------------------- | ----- | ------- |
| Nombre de personnes: | 484   | 493     |
| Différence:          |       | +1,85 % |